# Andrew Gregg Curtin
Pour les articles homonymes, voir Curtin.
Andrew Gregg Curtin (22 avril 1817-7 octobre 1894) est un homme politique américain, 15e gouverneur de l'État de Pennsylvanie, particulièrement actif du côté nordiste pendant la guerre de Sécession.

## Biographie

### Début de carrière
Curtin naît à Bellefonte, Pennsylvanie, dans une riche famille de métallurgistes d'origine irlandaise. Après des études au Dickinson College, il devient avocat, puis est nommé à son premier poste public : Secretary of the Commonwealth. Le gouverneur de Pennsylvanie James Pollock (1855-1858) le nomme superintendant des Écoles publiques (1855).
A. G. Curtin fait allégeance au nouveau Parti républicain (il était auparavant du Parti whig) en 1860. Il est élu en 1861 gouverneur du riche État agricole et industriel de Pennsylvanie, le Keystone State. Curtin occupera ce poste jusqu'en 1867.

### Pendant laguerre de Sécession(1861-1865)
Curtin, qui dirige la Pennsylvanie, riche État nordiste limitrophe des conflits et même transitoirement occupé par l'ennemi, est particulièrement actif. Dès le début de la guerre, il appelle les volontaires sous les armes, et devant leur afflux à Harrisburg, capitale de l'État de Pennsylvanie, il crée le camp Curtin afin de loger, armer, entraîner et organiser les masses de réservistes en unités de combat.
Situé au nord de Harrisburg, le camp bénéficie de la proximité logistique particulièrement bien choisie d'un carrefour de grand-routes (les « pikes » nord-américaines) et de lignes ferroviaires nord-sud et est-ouest, qui faciliteront l'acheminement des hommes, des équipements et provisions ; de plus la municipalité du comté du Dauphin concède les bâtiments d'une école d'agriculture et les terrains voisins. Le camp est inauguré dès le 18 avril 1861 (6 jours après le début des hostilités à fort Sumter) par Joseph F. Knipe, major de la milice de Pennsylvanie, qui le nomme camp Curtin (au lieu de Union Camp) en l'honneur du gouverneur de l'État. Un hôpital, des structures d'appui et d'intendance et même un camp de prisonniers pour les « rebelles » lui seront adjoints. Plus de 300 000 miliciens passeront au camp Curtin et y seront transformés en soldats nordistes. Le camp Curtin fermera le 11 novembre 1865 (8 mois après la capitulation), après avoir servi de site de démobilisation.

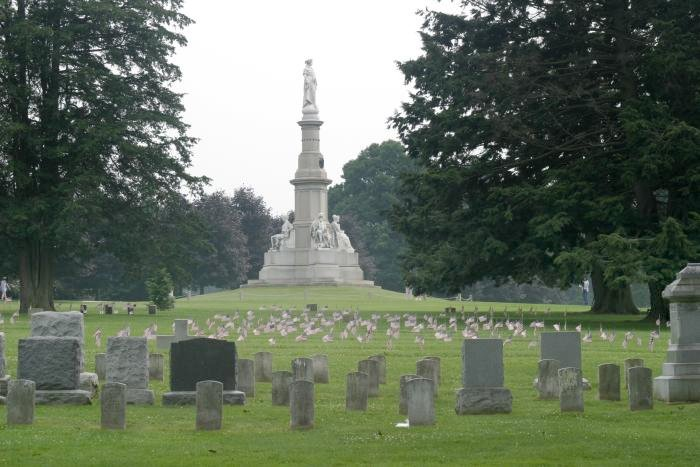
La première pierre du socle du Soldiers' National Monument, au centre du cimetière national de Gettysburg, fut posée le 4 juillet 1865, et son inauguration eut lieu le 1 juillet 1969. Le cimetière lui-même fut officiellement ouvert le 19 novembre 1863, et Abraham Lincoln prononça alors son célèbre discours unificateur, la Gettysburg Address.

Les années suivantes voient une amitié durable s'instaurer entre le président Abraham Lincoln et Curtin, qui est plusieurs fois convoqué pour consultation à la Maison-Blanche.
Lors de la campagne du Maryland commandé par le général Lee, Curtin mobilise plus de 70000 hommes en moins de 10 jours pour faire face à la menace. Toutefois, la pénurie en équipements, armes et tentes auront un effet démobilisateur lors de la deuxième invasion du nord par les armées confédérées en 1863.
Pendant la campagne de Gettysburg et l'invasion de la Pennsylvanie par l'armée de Virginie du Nord (confédérée) menée par le général Robert Lee, Curtin collabore activement avec les majors généraux Darius N. Couch et Granville O. Haller pour empêcher la progression des sudistes au nord de la rivière Susquehanna.
Curtin recommande  aussi auprès de Lincoln (et du général en chef des armées unionistes Henry Wager Halleck) le major général George G. Meade, lorsque la démission du général Joseph Hooker est acceptée après la grande défaite que fut pour les unionistes, la bataille de Chancellorsville. Meade s'avère être d'ailleurs être un bon choix : ce discret officier du génie originaire de Pennsylvanie arrive à bloquer l'avancée sudiste lors de la bataille de Gettysburg.
Après Gettysburg, Curtin et son agent David Wills assurent la matérialisation du projet de cimetière national sur les lieux mêmes de la bataille. Le 19 novembre 1863, Curtin est présent sur la tribune d'où Lincoln lance son « discours de Gettysburg ».
Curtin assure aussi l'organisation de la grande réunion des « gouverneurs d'États loyaux » (Loyal War Governors' Conference) qui a lieu les 24 et 25 septembre 1862 à Altoona (Pennsylvanie) et qui permet la coordination des efforts de guerre nordistes.
Curtin fonde par ailleurs deux agences d'état assurant le soutien aux blessés de guerre et aux démobilisés, à Washington, D.C. et à Nashville (Tennessee), ainsi qu'une école destinée aux orphelins de guerre.

### Fin de carrière

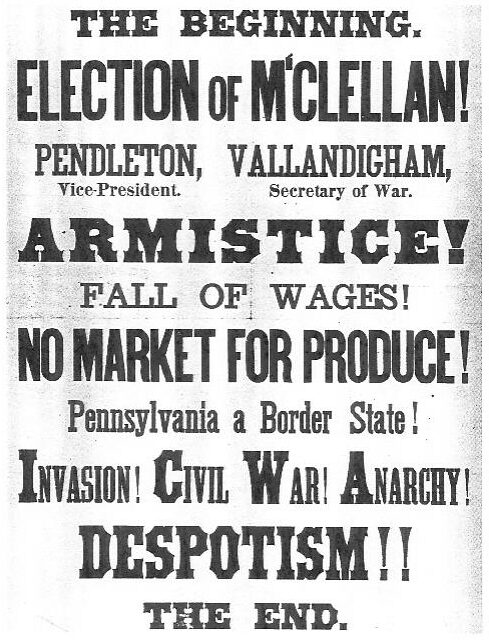
Élection présidentielle américaine de 1864 : les partisans de Lincoln (Curtin en faisait partie) soulignent sur cette affiche qu'en cas d'élection de George McClellan un cabinet de copperheads mènerait l'Union à sa perte. Entre autres abominations, la Pennsylvanie, le keystone state (État pierre angulaire) deviendrait un border state (État frontalier).

Curtin souffre d'un fort syndrome de surmenage à la fin de son premier mandat de gouverneur de Pennsylvanie (Lincoln lui avait même offert de le nommer à l'étranger, mais il avait refusé…) ; il choisit cependant de se représenter en 1863.
Après son second mandat, Curtin quitte le parti républicain et devient membre du parti démocrate. Puis il est nommé ambassadeur des États-Unis à la cour de Russie par le président Ulysses S. Grant.
Il est ensuite élu représentant démocrate pour la Pennsylvanie de 1881 à 1887 au Congrès.
Il meurt à Bellefonte, Pennsylvanie. Sa sépulture se trouve à l'Union Cemetery de Bellefonte.
Sa famille a joué un rôle important en Pennsylvanie : Curtin est le petit-fils d'Andrew Gregg, l'oncle du général John Irvin Gregg et le cousin du général David McMurtrie Gregg, et du colonel John I. Curtin.
Le mémorial Smith, à la jonction de South Concourse Drive et Lansdowne Drive à Philadelphie, comprend un buste à son effigie réalisé par Moses Jacob Ezekiel.

## Sources
- (en) Cet article est partiellement ou en totalité issu de l’article de Wikipédia en anglais intitulé « Andrew Gregg Curtin » (voir la liste des auteurs).
- (en) John H. Eicher et David J. Eicher, Civil War High Commands, Stanford, Californie, Stanford University Press, 2001, 1009 p. (ISBN 0-8047-3641-3, lire en ligne).
- Bucknell University's Biography of Andrew Gregg Curtin
- (en) Oliver Wilson Davis, Life of David Bell Birney, Major-general United States Volunteers, Philadelphie, King&Baird, 1867 (lire en ligne)
- (en) « Andrew Gregg Curtin », sur Biographical Directory of the United States Congress, consulté le 29 avril 2010.